# الک چیدومیر
الک چیدومیر (اوکراینی: Алекс Чідомере؛ زادهٔ ۱۲ اوت ۲۰۰۲) بازیکن فوتبال است.
وی همچنین در تیم ملی فوتبال Ukraine U18 بازی کرده‌است.